# Třída Sturgeon (1894)
Třída Sturgeon byla třída torpédoborců Britského královského námořnictva. Celkem byly postaveny tři jednotky této třídy. Ve službě byly v letech 1896–1912.
Třída Sturgeon představovala jednu ze sedmnácti podtříd raných britských torpédoborců od různých výrobců, které jsou souhrnně označovány jako třída A. Torpédoborce třídy A neměly jednotný design, ale důraz byl u nich kladen na jednotnou rychlost (u prvních tří podtříd 26 uzlů a u zbývajících čtrnácti podtříd 27 uzlů). Třída Sturgeon patřila do druhé skupiny označováné jako „27-knotters“.

## Stavba
Britská loděnice Naval Construction and Armament Company (pozdější Vickers) v Barrow-in-Furness postavila celkem tři jednotky této třídy. Na vodu byly spuštěny v letech 1894–1895 a do služby přijaty roku 1896.
Jednotky třídy Sturgeon:
| Jméno        | Založení kýlu   | Spuštěn           | Vstup do služby | Osud                  |
| ------------ | --------------- | ----------------- | --------------- | --------------------- |
| HMS Sturgeon | 1. března 1894  | 21. července 1894 | leden 1896      | Prodán do šrotu 1912. |
| HMS Starfish | 22. března 1894 | 26. ledna 1894    | leden 1896      | Prodán do šrotu 1912. |
| HMS Skate    | 20. března 1894 | 13. března 1894   | leden 1896      | Prodán do šrotu 1907. |

## Konstrukce
Výzbroj představoval jeden 76mm kanón, pět 57mm kanónů a dva jednohlavňové 457mm torpédomety se zásobou čtyř torpéd. Pohonný systém tvořily čtyři kotle Blechynden a dva čtyřválcové parní stroje s trojnásobnou expanzí o výkonu 4000 hp, roztáčející dva lodní šrouby. Spaliny odváděly tři komíny. Nejvyšší rychlost dosahovala 27,8 uzlu. Dosah byl 3000 námořních mil při rychlosti deset uzlů.